# بوتاسيوم
البُوتَاسْيُوم هو عنصر كيميائي رمزه K (من اللاتينية kalium عبر العربية القَلْيَة) وعدده الذرّي 19. ينتمي العنصر في الجدول الدوري إلى مجموعة الفلزّات القلوية، إذ هو ثالث عناصر المجموعة الأولى، كما يقع ضمن عناصر الدورة الرابعة. البوتاسيوم فلزٌّ لونه أبيض فضّي، وهو طري بالشكل الكافي بحيث يمكن قطعه بسكّين. يتفاعل البوتاسيوم بسرعة مع الأكسجين الموجود في الهواء الجوّي لتتشكّل عليه طبقة رقيقة من بيروكسيد البوتاسيوم الأبيض بعد ثوانٍ من التعرّض. عُزِلَ هذا العنصر الكيميائي لأوّل مرّة من البوتاس، وهو رماد يُستخرَج من بعض النباتات مثل أشنان القلي، وكان يسمّى بالعربية القَلْيَة.
يحوي البوتاسيوم على إلكترون تكافؤ وحيد في الغلاف الإلكتروني الخارجي، والذي يمكن أن يتخلّى عنه بسهولة مشكلّاً أيون موجب؛ لذلك فالبوتاسيوم نشيط كيميائياً، ويشكّل العديد من الأملاح؛ وبسبب النشاط الكيميائي الكبير فلا يوجد هذا العنصر في الطبيعة بشكله العنصري الحرّ الطبيعي، إنّما فقط على شكل أملاح، فهو يوجد منحلّاً في ماء البحر بنسبة مقدارها 0.04% وزناً. كما يدخل البوتاسيوم في تركيب العديد من المعادن مثل الأورثوكلاز، وهو مكوّن شائع للغرانيت وعددٍ من الصخور النارية الأخرى.
يشبه البوتاسيوم في خواصّه الكيميائية عنصر الصوديوم الذي يسبقه في مجموعة الفلزّات القلوية بشكل كبير، وذلك من حيث طاقة التأيّن ونمط التفاعلات الكيميائية. فالبوتاسيوم العنصري يتفاعل على سبيل المثال بشكلٍ عنيف مع الماء أيضاً مولّداً كمّية كافية من الحرارة لإشعال غاز الهيدروجين الناتج عن التفاعل، ومحترقاً بلهبٍ ليلكي. هناك ثلاثة نظائر طبيعية للبوتاسيوم، منها النظير 40K (بوتاسيوم-40) المشعّ، وبما أنّ البوتاسيوم يوجد طبيعياً في جسم الإنسان، لذلك فإنّ هناك كمّية من الإشعاع الطبيعي في الجسم ناتجة عن هذا العنصر.
يعدّ البوتاسيوم ذا أهمّية حيوية لجسم الإنسان على كافّة مستويات الخلايا في الجسم، فهو إلى جانب الصوديوم في مضخّة الصوديوم والبوتاسيوم، والتي تساعد في الحفاظ على جهد الراحة ونقل الإشارة وتنظيم أداء الخلية بشكل طبيعي. يؤدّي اختلال المستويات الطبيعية للبوتاسيوم في الجسم، سواءً في العوز (النقص) أو الفرط، إلى حدوث عوارض مرضية متعدّدة، تتضمّن على سبيل المثال الاختلال في نَظْم ضربات القلب. توجد هناك العديد من المصادر الغذائية الطبيعية الحاوية على البوتاسيوم مثل الخضار والفواكه الطازجة.
للبوتاسيوم العديد من التطبيقات الصناعية، من بينها دخوله في صناعة المنظّفات والأسمدة.

## التاريخ وأصل التسمية
عُرفَ البوتاس منذ القدم، وهو رمادٌ يستخرَج من بعض النباتات مثل أشنان القلي، وكان يسمّى في المنطقة العربية بعدّة أسماء منها القَلْيَة. إلّا أنّه لم يكن يعتقَد على الأغلب أنّها مادة مختلفة عن باقي أملاح معادن الصوديوم، إذ كان يُتعامَل على أنها مادة ملحية مثل باقي الأملاح.
كان غيورغ إرنست شتال من أوائل من حصل على براهين تجريبية دفعته للاقتراح بوجود اختلاف جوهري بين أملاح الصوديوم والبوتاسيوم سنة 1702؛ ثمّ تمكّن هنري لويس دوهاميل دو مونسو من البرهنة على وجود ذلك الاختلاف سنة 1736. لم يُعرَف التركيب الكيميائي الدقيق لمركّبات البوتاسيوم والصوديوم، كما لم تُعرَف الحالة العنصرية لكليهما أيضاً، لذلك لم يُدرجْهُما أنطوان لافوازييه في قائمة العناصر الكيميائية التي نشرها سنة 1789. لفترةٍ طويلة، كان التطبيق الوحيد ذو الأهمّية للبوتاس ينحصر في إنتاج الزجاج وفي عمليات القَصْر (التبييض) وفي صناعة الصابون، وكذلك في تحضير البارود على هيئة نترات البوتاسيوم.

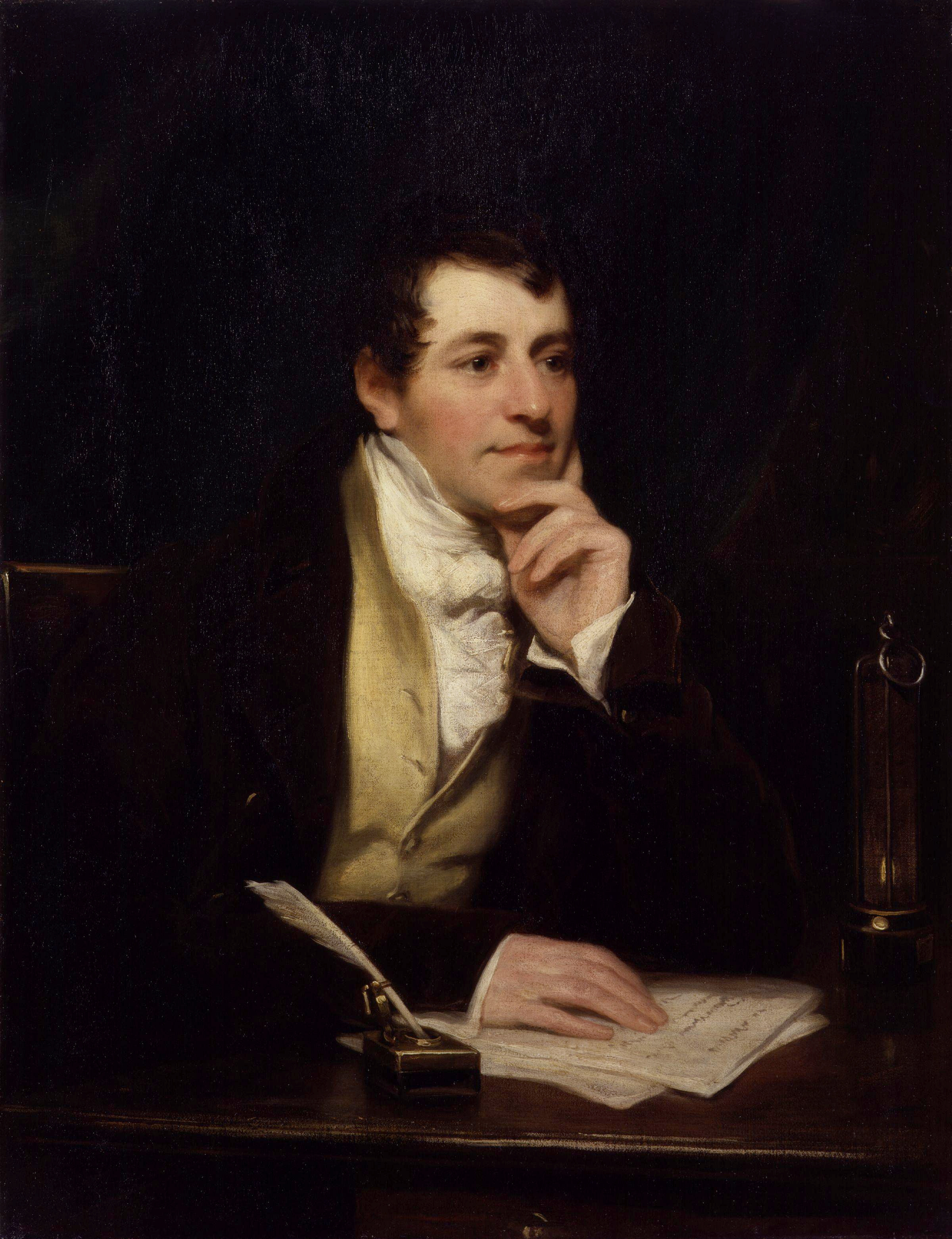
همفري ديفي.

عَزَل همفري ديفي فلزّ البوتاسيوم لأوّل مرّة سنة 1807 من مصهور البوتاس الكاوي (هيدروكسيد البوتاسيوم) بعمليّة تحليل كهربائي باستخدام عمود فلطائي، والذي كان حديث الاختراع حينئذٍ. يعدّ البوتاسيوم بذلك أوّل الفلزّات المعزولة بعملية تحليل كهربائي. في فترةٍ لاحقةٍ من ذات السنة تمكّن ديفي من عزل عنصر الصوديوم بنفس الأسلوبـ وذلك من الصودا الكاوية، ممّا برهن بشكل قطعي عملي أنّ الفلزّين متمايزَين عن بعضهما. أطلقَ ديفي على العنصر المُكتَشف حديثاً اسم بوتاسيوم، وذلك اشتقاقاً من لفظ البوتاس؛ في حين أنّ الاسم اللاتيني للعنصر هو كاليوم Kalium، وتعود جذور تلك التسمية إلى الكلمة العربية «القَلْيَه» (رماد الأشنان)، والتي لها صلة مع كلمة قلوي. بناءً على الاسم اللاتيني مُنِحَ العنصر الرمزَ K. كان للكيميائي الألماني مارتن كلابروت دوراً في ذلك، إذ اكتشف سنة 1797 وجود البوتاس في معدَنَي الليوسيت والليبيدوليت، ثم تابع أبحاثه ليعلن اكتشاف عنصر جديد، واقترح إطلاق اسم «كالي kali» عليه. في سنة 1809 اقترح لودفيج فيلهلم غيلبرت على ديفي أن يسمّي العنصر الذي اكتشقه باسم كاليوم؛ ثم قام يونس ياكوب بيرسيليوس سنة 1814 باعتماد التسمية الأخيرة عند تصنيفه للعناصر، وكان من أعطى ذلك العنصر الرمزَ الكيميائي K. لا تزال تسمية «كاليوم» مستخدَمة في الدول الناطقة باللغة الألمانية.
كان لاكتشاف يوستوس فون ليبيغ سنة 1840 أنّ البوتاسيوم مهمٌ حيوياً للنباتات، دوراً في زيادة الطلب على أملاح البوتاسيوم. أدّى اكتشاف خامات طبيعية من المعادن الحاوية على كلوريد البوتاسيوم سنة 1868 بالقرب من شتاسفورت في ألمانيا إلى زيادة إنتاج الأسمدة الحاوية على البوتاسيوم، وذلك على نطاق صناعي.

## الأصل والوفرة الطبيعية

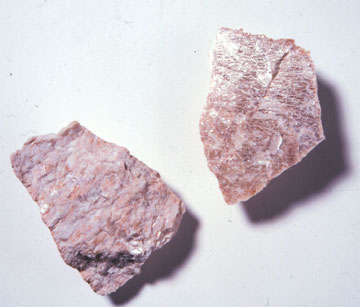
يدخل البوتاسيوم في تركيب الفلسبار.

يتشكّل البوتاسيوم في المستعرات العظمى من عملية التخليق النووي من الذرّات والعناصر الأخفّ، وخاصّة داخل المستعر الأعظم من النمط الثاني (II) عن طريق عملية حرق الأكسجين المتفجّرة. يتشكّل النظير 40K أيضاً بواسطة عملية التقاط النيوترون البطيئة وكذلك من عملية احتراق النيون.
يحتلّ البوتاسيوم المرتبة العشرين من حيث وفرة العناصر الكيميائية في المجموعة الشمسية، والمرتبة السابعة عشرة من حيث وفرة العناصر وزناً في كوكب الأرض. يشكّل البوتاسيوم حوالي 2.6% وزناً من القشرة الأرضية، وهو بذلك يحتلّ المرتبة السابعة من حيث وفرة العناصر في تلك الطبقة. يبلغ تركيز البوتاسيوم في ماء البحر مقدار 0.39 غ/ل، وهو أقلّ بحوالي 27 مرّة من تركيز الصوديوم.
لا يوجد البوتاسيوم على شكله العنصري في الطبيعة بسبب نشاطه الكيميائي الكبير، فهو يتفاعل مع أكسجين الهواء ومع الماء؛ يعدّ معدن الأرثوكلاز (فلسبار البوتاسيوم) من المعادن الشائعة المكوّنة للصخور. يحوي الغرانيت على سبيل المثال 5% من البوتاسيوم؛ كما يدخل البوتاسيوم في تركيب عددٍ آخر من المعادن مثل السيلفيت KCl والكارناليت KCl·MgCl2·6H2O والكاينيت MgSO4·KCl·3H2O واللانغباينيت MgSO4·K2SO4، وهي معادن توجد في المتبخّرات الكبيرة المترسّبة في كافّة أنحاء العالم، وتتميّز بأن مؤلّفة من طبقات متباينة في الانحلالية، إذ تكون أقلّها انحلاليةً متوضّعة في الأسفل والأكثر انحلاليةً في الأعلى. تتشكّل ترسّبات النتر (نترات البوتاسيوم) من تفكّك المواد العضوية، خاصّة في الكهوف، وتحت شروط خاصة.

## الإنتاج والتحضير

### التنقيب والتعدين

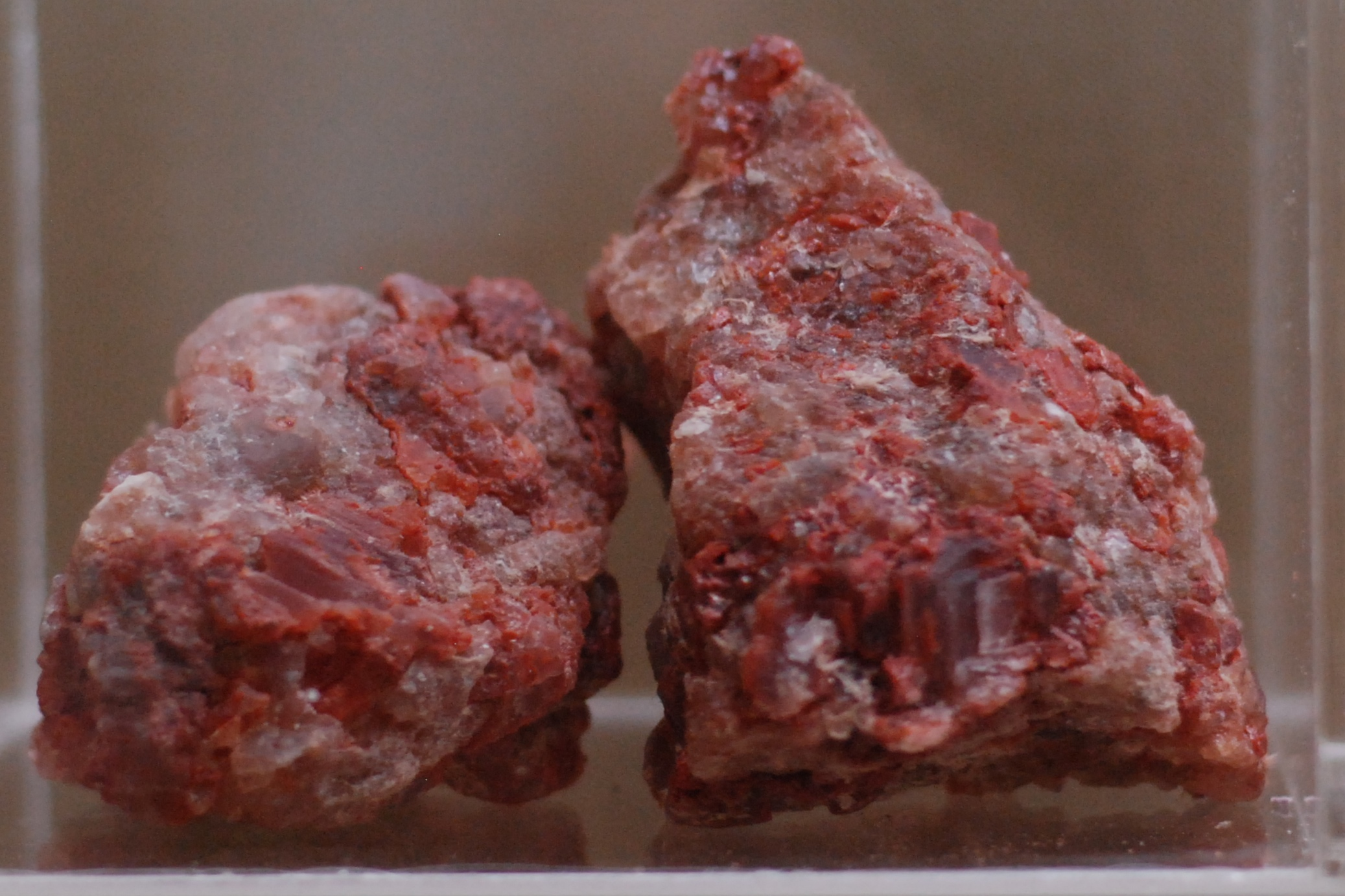
سلفيت من المكسيك.

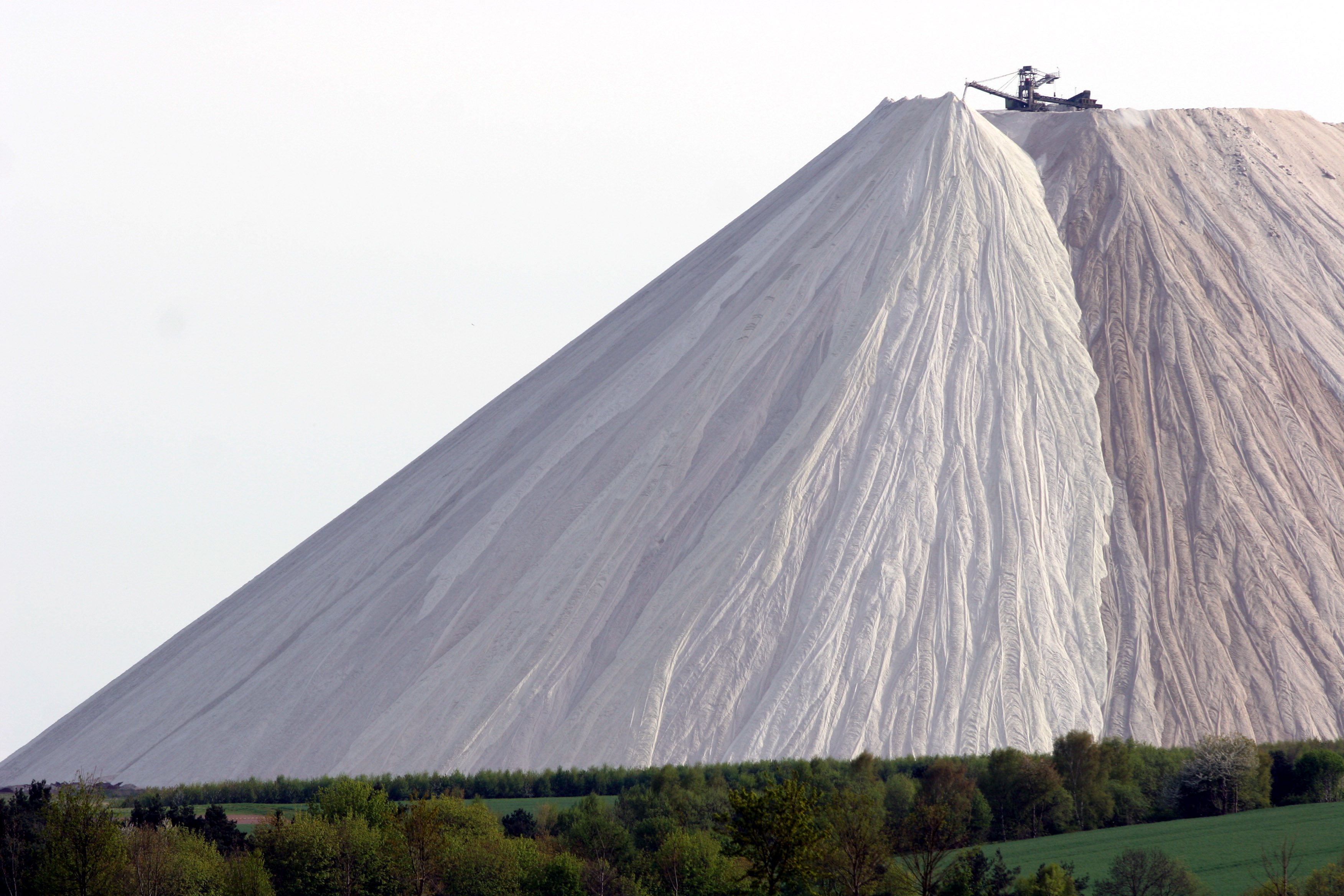
مونتي كالي، وهي كومة متراكمة من خام البوتاس المنقّب عنه لتركيزه. تتواجد في هيسن بألمانيا، وتتكون في معظمها من كلوريد الصوديوم.

إن وجود أملاح البوتاسيوم مثل الكارناليت، اللانغباينيت، البوليهاليت والسلفيت من المتبخّرات المترسّبة في قعور البحيرات القديمة وقيعان البحار، يجعل استخراجها من هذه البيئات مجدٍ تجارياً. يُنقّب عن المصدر الرئيسي للبوتاسيوم (بوتاس) في جنوب بلاد الشام وفي كندا وروسيا وكازاخستان والولايات المتحدة، بالإضافة إلى مناطق أخرى في أنحاء العالم. كانت الطبقات الرسوبية التي تمّ التنقيب عنها في شتاسفورت بألمانيا أولى الاكتشافات على هذا الصعيد؛ إلّا أنّ هذه الطبقات تمتدّ من بريطانيا العظمى عبر ألمانيا إلى بولندا، وتتواجد في الزيخشتين وترسّبت في أواسط وأواخر العصر البرمي. تتواجد هذه الطبقات الرسوبية أيضاً كندا في الحوض الرسوبي «إلك بوينت غروب» وترسّبت في منتصف العصر الديفوني؛ إلّا أنّ أكبر الطبقات الرسوبية إطلاقا التي عثر عليها تقع بحوالي 1000 متر تحت سطح مقاطعة ساسكاتشوان الكندية؛ وتعد شركة البوتاس لساسكاتشوان (بوتاس كورب)، والتي تُعرف الآن باسم نيوترين، الشركةَ الرئيسية المنقبة عن البوتاس في ساسكاتشوان. يُستخدم الماء في البحر الميت بواسطة الأردن وإسرائيل مصدراً للبوتاس، في حين أنّ التركيز في المحيطات العادية منخفض كثيراً للإنتاج التجاري حسب الأسعار الحالية.

### الاستخلاص الكيميائي
تُستخدَم العديد من الطرق في فصل أملاح البوتاسيوم عن المكوّنات التي تحتوي الصوديوم والمغنيزيوم؛ وأكثرُ هذه الطرق استخداماً هي الترسيب التجزيئي باستخدام اختلافات قابلية ذوبان الأملاح في درجات حرارة مختلفة. يُستخدم الفصل الكهروستاتيكي لخليط الملح كذلك في بعض المناجم، أمّا بقايا الصوديوم والمغنيزيوم الناتجَين فهي إمّا أن تُخزّن تحت الأرض أو فوقها على شكل كومة ركامية. ينتهي مآل معظم أملاح البوتاسيوم المنقب عنها بعد المعالجة على شكل ملح كلوريد البوتاسيوم. على نطاق الصناعات المعدنية يشار إلى كلوريد البوتاسيوم إما بالبوتاس أو موريات (كلوريد) البوتاس أو بالاختصار MOP.
يمكن أن يُستخلَص البوتاسيوم النقي عبر التحليل الكهربائي لهيدروكسيده في عملية لم تتغيّر إلّا قليلاً منذ أوّل استخدام لها بواسطة همفري ديفي سنة 1807. رغم أنّ عملية التحليل الكهربائي طُوِّرت واستُخدِمت على نطاق صناعي منذ العقد 1920، إلّا أنّ الطريقة الحرارية عبر مفاعلة الصوديوم مع كلوريد البوتاسيوم في عملية توازن كيميائي أصبحت الطريقة السائدة في خمسينات القرن العشرين؛ حيث يتمّ إنتاج سبيكة صوديوم-بوتاسيوم عبر تغيير وقت التفاعل وكمّية الصوديوم المستخدم في التفاعل. كما كانت تستخدم عملية غريسهايمر أيضاً لإنتاج البوتاسيوم، والتي تتضمن تفاعل فلوريد البوتاسيوم مع كربيد الكالسيوم.
{\displaystyle {\ce {Na + KCl -> NaCl + K}}} (الطريقة الحرارية)
{\displaystyle {\ce {2 KF + CaC2 -> 2 K + CaF2 + 2 C}}} (عملية غريسهايمر)
يبلغ ثمن معدن (فلز) البوتاسيوم بدرجة كاشف حوالي 22 دولار أمريكي للكيلوغرام سنة 2010 (سعر الجملة)؛ في حين أنّ درجات النقاوة الأقل منه أرخص بشكل معتبر. يتميّز سوق البوتاسيوم بتقلّبه، لأن التخزين طويل المدى لهذا الفلزّ صعب، إذ يجب تخزينه في جوٍّ تحت غاز خامل وجافّ أو في زيت معدني لامائي لمنع تكوّن طبقة سطحية من فوق أكسيد البوتاسيوم، وهي ذات خواص متفجّرة وحسّاسة للضغط وتنفجر عند خدشها؛ كما أنّ الانفجار الناتج يُحدث حريقاً يصعُب إطفاؤه عادةً.

## النظائر
يوجد هناك خمسٌ وعشرونَ نظيراً معروفاً للبوتاسيوم، ثلاثةٌ منها متوفّرة طبيعياً وهي بوتاسيوم-39 39K بنسبة 93.3%، وبوتاسيوم-40 40K بنسبة 0.0117% وبوتاسيوم-41 41K بنسبة 6.7%. يعدّ نظير البوتاسيوم-40 من النظائر المشعّة، ويبلغ عمر النصف له مقدار 1.250×109 سنة، وهو يضمحلّ إمّا إلى نظير الآرغون 40Ar المستقرّ عبر عملية التقاط إلكترون أو انبعاث البوزيترون (11.2%) أو إلى نظير الكالسيوم 40Ca المستقرّ عبر عملية اضمحلال بيتا (88.8%).
يستفاد من الاضمحلال الإشعاعي لنظير البوتاسيوم-40 في عملية تأريخ بنظائر بوتاسيوم-آرغون K-Ar، وذلك لتقدير عمر العيّنات الصخرية. وتعتمد الطريقة على افتراض أنّ الصخور لم تكن حاوية على أيّ آرغون عند نشوئها، وأنّ كلّ الآرغون الموجود له أصل إشعاعي من نظير البوتاسيوم؛ وعند قياس نسبة الآرغون إلى نسبة البوتاسيوم يمكن تقدير عمر الصخور. تعدّ معادن البيوتيت والمسكوفيت والهورنبلند والفلسبار من أمثلة أنواع الصخور التي يمكن تقدير عمرها بهذه الطريقة؛ بالإضافة إلى العيّنات الصخرية الكاملة البركانية والنارية في بعض الأحيان. في تطبيقاتٍ أخرى يُستفاد من نظائر البوتاسيوم في الوسم الإشعاعي في دراسات التجوية ودورة المغذيات، خاصّةً أنّ البوتاسيوم من المغذّيات الصغرى لعددٍ كبيرٍ من الكائنات الحيّة. من حيث الترتيب، يعدّ نظير البوتاسيوم-40 مثلاً أكبرَ مصدرٍ للإشعاع الطبيعي عند البشر والحيوانات، وذلك بشكل أكبر من الكربون-14 14C. في جسم إنسان كتلته 70 كغ فإنّ هناك حوالي 4400 نواةٍ من 40K تتضمحلّ كلّ ثانية. يبلغ النشاط الإشعاعي للبوتاسيوم الطبيعي مقدار 31 بيكريل لكلّ غرام.

## الخواص الفيزيائية

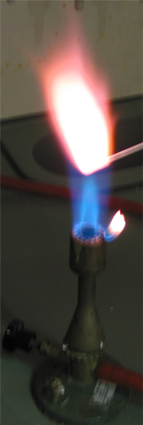
اختبار اللهب للبوتاسيوم.

يوجد البوتاسيوم في الشروط القياسية من الضغط ودرجة الحرارة بالطور الصلب وذلك على شكل فلزّ له لون فضّي-رمادي، وله نقطة انصهار منخفضة نسبياً (63.5 °س). يعدّ البوتاسيوم ثاني أقلّ الفلزّات كثافةً بعد الليثيوم؛ وهو طري، بحيث يمكن قطعه بالسكين عند تطبيق ضغط خفيف نسبياً. عند التعرّض للهواء يفقد البوتاسيوم لمعانه ويميل إلى تشكيل لون رمادي. يعطي اختبار اللهب للبوتاسيوم ومركّباته لوناً ليليكياً، وتكون ذروة الانبعاث فيه ذات طول موجة مقدارها 766.5 نانومتر.
وُجدَ باستخدام أسلوب المحاكاة بالحاسوب أنّه يمكن لفلزّ البوتاسيوم أن يكون في الحالة الصلبة والحالة السائلة في الوقت نفسه عند تطبيق ضغوط مرتفعة للغاية.

## الخواص الكيميائية
لذرّة البوتاسيوم المعتدلة 19 إلكتروناً، ويكون التوزيع الإلكتروني على الشكل Ar] 4s1]، والذي يشير إلى أن الأغلفة الإلكترونية الداخلية مماثلة للتوزيع الإلكتروني المستقرّ للغاز النبيل المجاور، وهو عنصر الآرغون؛ كما يشير أيضاً إلى وجود إلكترون وحيد في الغلاف الإلكتروني الخارجي (غلاف التكافؤ). بسبب تلك العوامل المذكورة، وبالإضافة إلى أنّ طاقة التأيّن الأولى منخفضة نسبياً (مقدارها 418.8 كيلوجول/مول)، لذلك فإنّ ذرّة البوتاسيوم تميل في أغلب الأحيان إلى فقدان الإلكترون الخارجي وتشكيل أيون موجب أحادي الشحنة. يمكن لذرّة البوتاسيوم ضمن شروط خاصة أن تكتسب إلكتروناً وتشكّل أيونات قلويد سالبة الشحنة −K (تعرف باسم كاليد أو بوتاسيد). بالمقابل، فإنّ طاقة التأيّن الثانية مرتفعة جدّاً (3052 كيلوجول/مول)، لأنّ إزالة إلكترونَين من الغلاف الإلكتروني للبوتاسيوم يزعزع الاستقرار في الغلاف الإلكتروني الثالث الداخلي الذي يؤمّنه مبدأ قاعدة الثمانيات، والموافق للتشكيل الإلكتروني لغاز الآرغون النبيل. بالتالي يعدّ البوتاسيوم عنصراً أحادي التكافؤ، ولا يميل إلى تشكيل مركّبات ذات حالة أكسدة أعلى من +1.
يصنّف عنصر البوتاسيوم كيميائياً ضمن مجموعة الفلزّات القلوية النشيطة كيميائياً، فهو يتفاعل بعنفٍ مع أكسجين الهواء مشكّلاً بيروكسيد البوتاسيوم؛ وبشكل مماثل مع الأكسجين في الماء، إذ يتفاعل أيضاً بعنف وبشكل ناشر للحرارة مشكّلاً هيدروكسيد البوتاسيوم بالإضافة إلى غاز الهيدروجين. يمكن للبوتاسيوم أن يتفاعل حتى بوجود آثار ضئيلة من الماء، لذلك يستخدم هو وسبيكة صوديوم-بوتاسيوم السائلة NaK ضمن المجفّفات القويّة للمذيبات العضوية قبل عملية التقطير. بسبب الحساسية الكبيرة للبوتاسيوم تجاه الماء والهواء، فإنّ التفاعلات مع العناصر الأخرى ممكنة فقط تحت ظروف خاملة مثل العمل تحت غاز الآرغون. لا يتفاعل البوتاسيوم مع أغلب هيدروكرونات مثل الزيوت المعدنية أو الكيروسين. ينحلّ البوتاسيوم فوراً في الأمونيا وبشكلٍ جيّدٍ جدّاً (حتّى 480 غرام لكلّ 1000 غرام من الأمونيا عند 0° س)؛ ويتفاوت لون المحلول حسب التركيز من الأزرق إلى الأصفر، وتمتلك تلك المحاليل موصلية كهربائية مرتفعة نسبياً. ففي محلولٍ نقيٍّ يتفاعل البوتاسيوم ببطءٍ مع الأمونيا ليشكّل أميد البوتاسيوم KNH2، ويمكن تحفيز هذا التفاعل بوجود آثار من أملاح فلز انتقالي.
يعدّ البوتاسيوم من المختزلات القويّة (يوجد البوتاسيوم أسفل قائمة الجهود القياسية)، وهو قادرٌ على اختزال عددٍ من الأملاح إلى فلزّاتها الموافقة.

### المركّبات الكيميائية

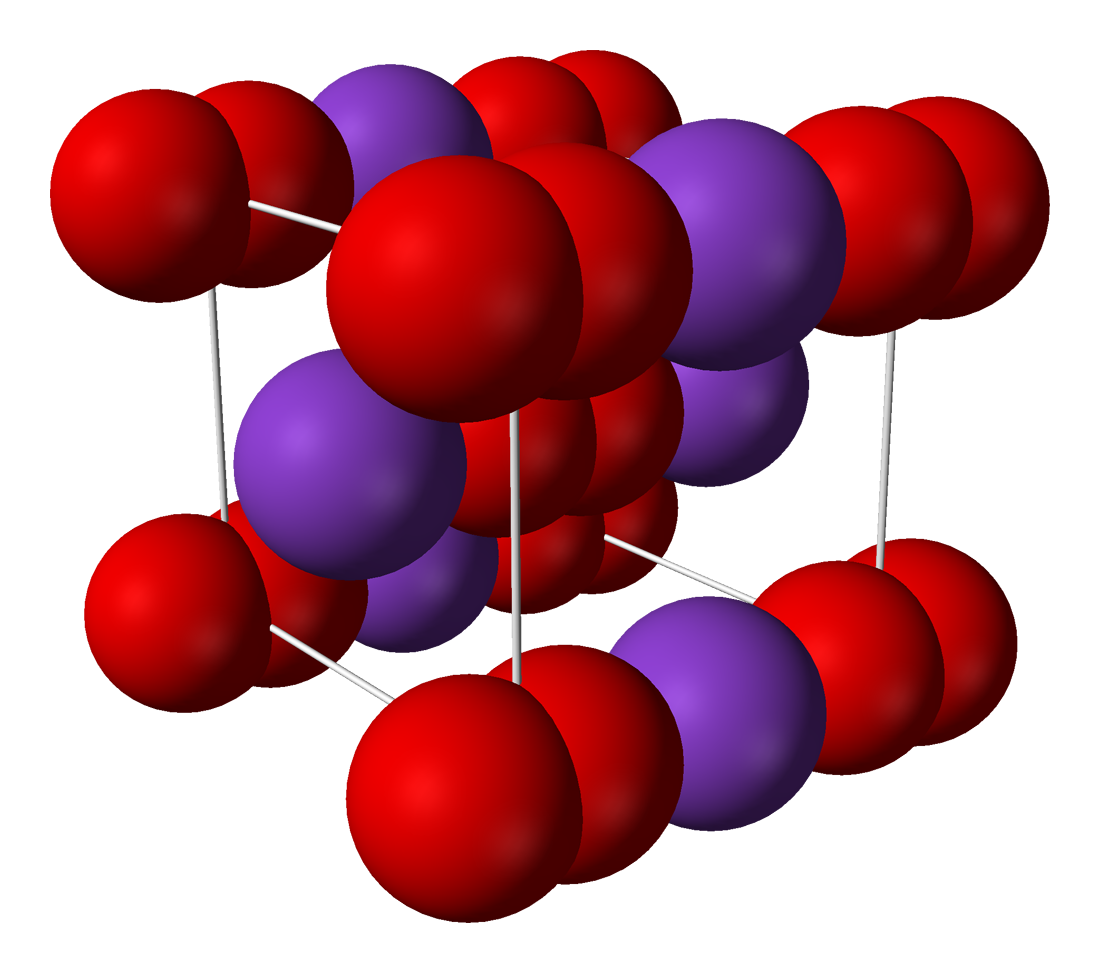
تمثيل لبنية مركّب فوق أكسيد البوتاسيوم KO_{2} الصلبة.

تعدّ حالة الأكسدة +1 الأكثر شيوعاً في مركّبات البوتاسيوم الكيميائية، حيث أنّ كاتيونات البوتاسيوم +K مستقرّة ويصعب جدّاً اختزالها إلى البوتاسيوم العنصري.
يتأكسد البوتاسيوم بسرعة أكبر من باقي الفلزّات، وغالباً ما يشكّل أكاسيداً متعدّدة كما هو الحال مع باقي الفلزّات القلوية ما عدا الليثيوم. هناك ثلاثة أكاسيد معروفة للبوتاسيوم، وهي أكسيد البوتاسيوم K2O وبيروكسيد البوتاسيوم K2O2 وفوق أكسيد البوتاسيوم KO2. يتشكّل بيروكسيد وفوق أكسيد (سوبر أكسيد) البوتاسيوم ضمن شروط خاصّة، وهي تحوي في تركيبها على رابطة أكسجين-أكسجين. تتفاعل أكاسيد البوتاسيوم بعنفٍ في الماء مشكّلةًً هيدروكسيد البوتاسيوم KOH.
يعدّ هيدروكسيد البوتاسيوم من القلويّات القويّة، وهو ينحلّ بشكل كبير جدّاً في الماء، حيث ينحلّ منه حتى 1.21 كغ لكلّ ليتر من الماء. يتفاعل KOH مع ثنائي أكسيد الكربون فوراً ليعطي كربونات البوتاسيوم K2CO3، وهو يستخدم لإزالة الآثار من غاز CO2 في الجوّ.
على العموم تتّسم مركّبات البوتاسيوم بأنّها أيونية، وبسبب طاقة الإماهة المرتفعة لأيونات +K فإنّ لمركّبات البوتاسيوم انحلالية ممتازة في الماء. إنّ الأنواع الكيميائية الرئيسية للبوتاسيوم في محاليله المائية هي المعقّدات المُمَيَّهَة +K(H2O)]n]، حيث يمكن لـِ n أن تكون 6 أو 7.
أيون البوتاسيوم عديم اللون في محاليله المائية، ومن الصعب جدّاً ترسيبه. من الطرق الممكنة لترسيب البوتاسيوم التفاعل مثلاً مع رباعي فينيل بورات الصوديوم وحمض كلورو البلاتينيك وكوبالتي نتريت الصوديوم وذلك إلى رباعي فينيل بورات البوتاسيوم وسداسي كلوروبلاتينات البوتاسيوم وكوبالتي نتريت البوتاسيوم، على الترتيب.

### الكشف عن البوتاسيوم
يمكن الكشف عن أيونات البوتاسيوم باستخدام كوبالتي نتريت الصوديوم في وجود حمض الخليك.
{\displaystyle {\ce {3K^+ + Na3[Co(NO2)6] -> K3[Co(NO2)6] + 3Na^+}}}
K3Co(NO2)6 (كوبالتي نتريت البوتاسيوم) هو راسب بلّوري أصفر، ولا يمكن القيام بهذا التفاعل في محلول قاعدي لأنّ Co(OH)3 سيترسّب عوضاً عن كوبالتي نتريت البوتاسيوم. كما لا يمكن القيام بهذا التفاعل كذلك في وجود حمض معدني لأنّ H3Co(NO2)6 سيتكوّن. توجد طريقة أخرى للكشف عن K+ بمعالجة ملح البوتاسيوم برباعي فينيل بورات الصوديوم.
{\displaystyle {\ce {3K^+ + Na[BPh4] -> K[BPh4] + 3Na^+}}}

## الدور الحيوي
البوتاسيوم هو العنصر الثامن أو التاسع الأكثر شيوعاً في الجسم البشري حسب الكتلة (0.2%)، وهذا يعني أنّ شخصاً بالغاً يزن 60 كغ يحتوي على حوالي 120 غ من البوتاسيوم. يحتوي الجسم على كمّيات متساوية تقريباً من البوتاسيوم والكبريت والكلور، ولا يفوقه شيوعاً سوى الكالسيوم والفوسفور (مع استثناء العناصر الأكثر شيوعاً CHON). تتواجد أيونات البوتاسيوم في مجموعة واسعة ومتنوعة من البروتينات والإنزيمات.

### وظيفية كيميائية حيوية
تؤثّر مستويات البوتاسيوم على العديد من الوظائف الفيسيولوجية بما في ذلك:
- جهد الغشاء الخلوي في حالة الاسترخاء وانتقال جهود الحركة في الأنسجة العصبية، العضلية والقلبية. بسبب خصائصها الكهروستاتيكية والكيميائية، ولأنّ أيونات البوتاسيوم +K أكبر من أيونات الصوديوم +Na، لذلك يمكن لقنوات ومضخّات الأيونات في أغشية الخلية التفريق بينهما، وضخّ إحداهما بنشاط أو السماح بمرورها مع منع مرور الأخرى.[61]

- نشاط وإفراز الهرمونات.
- المقاومة الوعائية.
- التحكم النظامي في ضغط الدم.
- حركية السبيل الهضمي.
- استتباب حمض-قاعدة.
- أيض الغلوكوز والأنسولين.
- عمل الهرمونات القشرية المعدنية.
- قدرة التركيز الكلوي.
- توازن الموائع والكهرل.

### الاستتباب
يشير استتباب البوتاسيوم إلى الحفاظ على محتوى الجسم الكامل من البوتاسيوم بما في ذلك مستوى البوتاسيوم في البلازما، ونسبة تراكيز البوتاسيوم داخل الخلوية وخارج الخلوية في حدود ضيّقة، وذلك عند تناول الوجبات، والإفراز الخلوي الإجباري، والانتقالات بين الأحياز داخل الخلوية وخارج الخلوية.

### المعدّلات في البلازما
يجب أن يبقى تركيز البوتاسيوم في البلازما عادةً بين 2.5 و5 ميلي مول (أو ميلي مكافئ) لكل لتر وذلك عبر عدة آليات. قد يصاحب المستويات التي تزيد عن هذا النطاق زيادةً في معدّل الوفاة لأسباب متنوعة؛ وقد تتطور بعض أمراض القلب والكلى والرئتين بشكل أسرع إذا لم يُحافظ على مستويات البوتاسيوم في مصل الدم في النطاق العادي. توفّر وجبة متوسطة ذات محتوى 40-50 ميلي مول من البوتاسيوم للجسم قدراً يفوق القدر المتواجد منه في جميع البلازما (20-25 ميلي مول)، إلّا أنّ هذه الوجبة لا تزيد من تركيز البوتاسيوم في البلازما سوى بـ10% وذلك عبر الطرح الفوري والفعّال له بواسطة الآليات الكلوية.
نقص بوتاسيوم الدم هو اعتلال في بوتاسيوم البلازما ويمكن أن يكون قاتلاً إذا كان شديداً. تتفاوت الأسباب الشائعة لحدوثه بين فقدان البوتاسيوم عبر طرح السبيل الهضمي (تقيؤ، أو إسهال) أو عبر الطرح الكلوي (البوال). تشمل أعراض الاعتلال وَهَنًا في العضلات، والتغلّف المعوي، واضطرابات في تخطيط كهربائية القلب، وانخفاض استجابة ردّة الفعل؛ وفي الحالات الحادّة: شلل تنفسي، وقلاء واضطراب النظم القلبي.

#### آليات التحكّم
تتحكم أربع آليات أساسية بضبط مستوى البوتاسيوم في البلازما، لها أسماء وتصنيفات متعددة، وهي: 1) نظام تغذية راجعة سالبة تفاعلي، 2) نظام تغذية أمامية تفاعلي، 3) نظام تنبُّؤي أو يوماوي، 4) نظام نقل غشائي خلوي أو داخلي. تسمّى الآليات الثلاث الأولى إجمالاً، في بعض الأحيان، «نظام استتباب البوتاسيوم الخارجي»، وتسمّى الآليتان الأولَيَتان «نظام استتباب البوتاسيوم التفاعلي».
- نظام تغذية راجعة سالبة تفاعلي: يشير إلى النظام الذي يُحدِث طرحاً كلوياً للبوتاسيوم استجابةً لزيادة مستوياته في البلازما (تناول البوتاسيوم، أو انزياحه خارج الخلايا أو حقن وريدي).

نشاط مضخة الصوديوم والبوتاسيوم مثال على النقل النشط. يستخدم البروتينان الناقلان المدمجان في الغشاء الخلوي يسارا الـATP لنقل الصوديوم خارج الخلية عكس تدرّج التركيز، أمّا البروتينان اللذان على اليمين فيستخدمان نقل نشط ثانوي لنقل البوتاسيوم لداخل الخلية. هذه العملية تؤدّي إلى إعادة بناء الـATP.

- نظام تغذية أمامية تفاعلي: يشير إلى نظام غير مفهوم كلّياً يُحدِث طرحاً كلوياً للبوتاسيوم استجابةً لتناول البوتاسيوم وذلك قبل أي زيادة في مستوى البوتاسيوم بالبلازما. ربّما تبدأ هذه العملية بواسطة مستقبلات البوتاسيوم في الخلايا المعوية التي تكتشف البوتاسيوم الذي تمّ تناوله وتُحدث إشارات مبهمة واردة إلى الغدّة النخامية.
- نظام تنبُّؤي أو يوماوي: يزيد من الطرح الكلوي للبوتاسيوم أثناء ساعات تناول الوجبات (كمثال: النهار لدى البشر والليل لدى القوارض) بشكلٍ مستقلّ عن وجود أو كمّية أو انعدام تناول البوتاسيوم. ويتمّ بواسطة مذبذب يوماوي في النواة فوق التصالبة من الدماغ (الساعة المركزية)، وهذا يؤدّي إلى إفراز الكليتين (الساعة الملحقة) للبوتاسيوم بهذه النظم اليوماوي.
- نظام نقل الأيونات: يُنقَل البوتاسيوم عبر الغشاء الخلوي باستخدام آليتين، إحداهما نشطة (أو فعّالة)، وتضخّ الصوديوم خارج الغشاء الخلوي والبوتاسيوم داخله. والثانية هامدة (غير نشطة) تسمح بخروج البوتاسيوم من الخلية. تؤثّر كاتيونات البوتاسيوم والصوديوم على توزيع السائل بين الأحياز الداخل والخارج خلوية عبر القوى الأسموزية. يحدث انتقال البوتاسيوم والصوديوم عبر الغشاء الخلوي بواسطة مضخة الصوديوم والبوتاسيوم.[67] تستخدم هذه المضخّة الأيونية الـATP لضخّ ثلاثة أيونات صوديوم خارج الخلية وأيونَي بوتاسيوم داخلها، مكونةً تدرّجاً كهروكيميائياً وقوة دافعة كهربائية عبر غشاء الخلية. تعدّ قنوات البوتاسيوم عالية الانتقائية (وهي رباعية القسيمات) حاسمةً لفرط الاستقطاب داخل العصبونات بعد تحفيز (بدء) جهد فعلٍ ما على سبيل المثال. إنّ قناة البوتاسيوم KirBac3.1 المكتشفة حديثا هي خامس قناة بوتاسيوم (KvAP ،KirBac3.1،KirBac1.1،KcsA وMthK) تمّ تحديد بنيتها، وجميع قنوات البوتاسيوم هذه تعود لكائنات بدائية النوى.[68]

#### التصفية الكلوية، إعادة الامتصاص والطرح
التعامل الكلوي مع البوتاسيوم ذو صلةٍ وثيقةٍ بالتعامل مع الصوديوم. فالبوتاسيوم هو كاتيون (أيون موجب) مهمّ داخل الخلايا الحيوانية [150 ميلي مول/ل (4.8 غ)]، في حين أنّ الصوديوم كاتيون مهمّ في السائل خارج الخلوي [150 ميلي مول/ل (3.345 غ)]. تتم تصفية حوالي 180 لتر من البلازما في الكليتين عبر الكبيبة وإلى النبيبات الكلوية كلّ يوم. ويتواجد في هذه التصفية حوالي 600غ من الصوديوم و33غ من البوتاسيوم. بما أنّ حوالي 1-10غ من الصوديوم و 1-4غ من البوتاسيوم فقط يمكن لها أن تُستبدَل بأيونات متحصّل عليها من الوجبات، فيجب أن تعيد التصفية الكلوية امتصاص الباقي بكفاءة من البلازما.

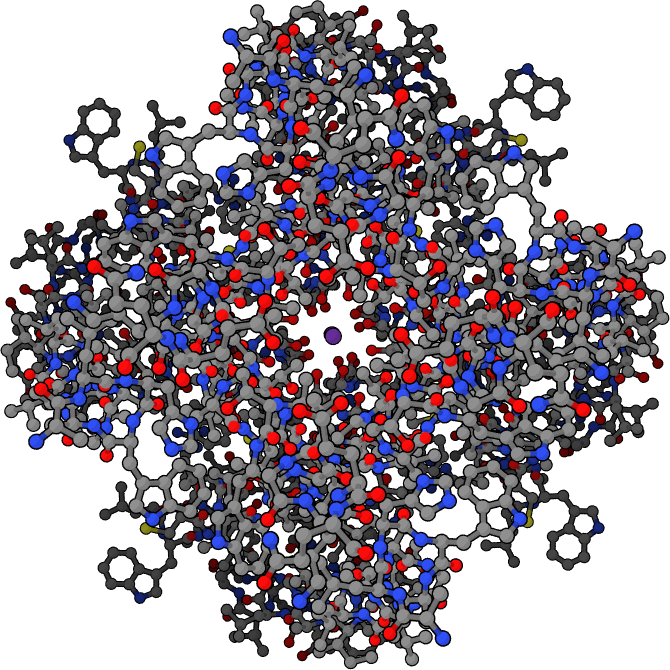
منظر علوي لنموذج جزيئي لقناة البوتاسيوم. تعبر أيونة البوتاسيوم البنفسجية غبر القناة.

يعاد امتصاص الصوديوم للحفاظ على الحجم خارج الخلوي، والضغط الأسموزي، وتركيز الصوديوم في مصل الدم ضمن حدود ضيّقة؛ ويعاد امتصاص البوتاسيوم للحفاظ على تركيزه في مصل الدم في حدود ضيّقة كذلك. تعمل مضخّات الصوديوم في الأنيببات الكلوية على إعادة امتصاص الصوديوم. بالمقابل، يحب الحفاظ على البوتاسيوم لأنّ كمّيته في بلازما الدم صغيرة جدّاً، ويقدّر مجموع كمّية البوتاسيوم في الخلايا بضعف كمّيتها في الدمّ بحوالي 30 مرّة تقريباً، وهذه الحالة ليست حرجة بالنسبة للبوتاسيوم، لأن انتقال البوتاسيوم يكون هامداً  على عكس تدفّق الصوديوم استجابةً لتوازن دونان ظاهري (لكن ليس حقيقي)، فلا يمكن لتركيز البوتاسيوم في البول أبداً أن ينخفض تحت تركيزه في مصل البلازما، باستثناء بعض الحالات التي يتم فيها طرح الماء بنشاط في نهاية العملية. يُطرح البوتاسيوم مرّتين ويعاد امتصاصه ثلاث مرّات قبل أن يصل البول إلى الأنيببات الجامعة. في تلك المرحلة، عادةً ما يكون للبول نفس تركيز البوتاسيوم في البلازما. في نهاية العملية يتم طرح البوتاسيوم مرة إضافية أخرى إن كانت مستوياته في البلازما عالية جداً.
عند عدم تناول البوتاسيوم، يتمّ طرح حوالي 200 مغ يومياً -لمدّة أسبوع تقريباً- حتى ينخفض تركيز البوتاسيوم في البلازما إلى مستوى عوزٍ خفيف يقدّر بـ 3.0-3.5 ميلي مول/لتر. إن استمرّ انعدام تناول البوتاسيوم، يستمرّ انخفاض تركيزه حتّى يصل درجة العوز الحادّ الذي يسبّب الوفاة في النهاية.
ينتقل البوتاسيوم بشكل هامد عبر المسامات في الغشاء الخلوي. حين تنتقل الأيونات عبر ناقلات الأيون (المضخّات) توجد بوابة في هذه المضخات على كلا جانبي الغشاء الخلوي، ولا يمكن أن تنفتح سوى بوابة واحدة كلّ مرة. نتيجةً لذلك، ينتقل حوالي 100 أيون كلّ ثانية. للقنوات الأيونية بوابة واحدة، ولا يمكن سوى لنوع واحد من الأيونات التدفق عبرها بمعدّل 10 ملايين إلى 100 مليون أيون في الثانية. إنّ الكالسيوم مطلوب لفتح المسامات،  رغم أنه يمكن أن يعمل بشكل معاكس في إغلاق مسام واحد على الأقل. تحاكي مجموعات كربونيل الأحماض الأمينية داخل المسام حلمأة الماء التي تحدث في محلول الماء  عبر طبيعة الشحنات الكهروستاتيكية الموجودة على أربع مجموعات كربونيل داخل المسام.

## التغذية

### التوصيات الغذائية
تحدّد الأكاديمية الوطنية للطب الخاصّة بالولايات المتحدة، بالنيابة عن كلّ من الولايات المتّحدة وكندا، متوسّط الاحتياجات المقدّرة (EARs) والمقنّنات الغذائية الموصى بها (RDAs) أو التناولات الكافية (AIs) حين لا تكون هنالك معلومات كافية لتحديد متوسّط الاحتياجات والمسموحات الموصى بها. يُشار إجمالاً إلى متوسّط الاحتياجات والمسموحات الموصى بها والتناولات الكافية ومعدّلات التناول القصوى (ULs) بالكمّية الغذائية المرجعية.
للذكور والإناث الأقل من 9 سنين، تبلغ التناولات الكافية من البوتاسيوم مقدار: 400 مغ للرضع من عمر 0-6 أشهر؛ 680 مغ للرضع من عمر 7-12 شهر؛ 2000 مغ للأطفال من عمر 1-3 سنين؛ و2300 مغ للأطفال من عمر 4-8 سنين.
للذكور البالغين 9 سنين فما فوق، تبلغ التناولات الكافية من البوتاسيوم مقدار: 2500 مغ للأطفال من عمر 9-13 سنة؛ 3000 مغ للمراهقين من عمر 14-18 سنة؛ و3400 للذين أعمارهم من 19 سنة أو أكبر.
للإناث البالغات 9 سنين فما فوق، تبلغ التناولات الكافية من البوتاسيوم مقدار: 2300 مغ للفتيات من عمر 9-18 سنة؛ 2600 مغ للنساء البالغات أعمارهن 19 سنة أو أكبر.
للنساء الحوامل والمرضعات، تبلغ التناولات الكافية من البوتاسيوم مقدار: 2600 مغ للنساء الحوامل من عمر 14-18 سنة؛ و2900 مغ للحوامل اللاتي أعمارهن 19 سنة أو أكبر؛ أمّا بالنسبة للمرضعات فـ2500 ملغ للمرضعات من عمر 14-18 سنة؛ و2800 مغ للمرضعات اللاتي أعمارهن 19 سنة أو أكبر. بالنسبة للسلامة، تحدّد الأكاديمية الوطنية للطبّ كذلك معدلات التناول الأقصى المقبولة (ULs) للفيتامينات والمعادن، إلا أنّه بالنسبة للبوتاسيوم لم تكن الدلائل كافية، لذلك لم يتمّ تحديد معدّل تناول أقصى له.
معظم الأمركيين لا يتناولون سوى نصف الكمية يومياً؛ ونفس الأمر في الاتحاد الأوروبي، وبشكل خاصّ في ألمانيا وإيطاليا، حيث عدم تناول الكفاية من البوتاسيوم أمر شائع نسبياً. توصي هيئة الخدمات الصحّية الوطنية الخاصّة بالمملكة المتحدة بتناول كمّيات مماثلة، وتقول أنّ البالغين يحتاجون 3500 مغ يومياً، وأنّ الكمّيات الفائضة قد تسبّب مشاكل صحية مثل آلام المعدة والإسهال.

### التسميد

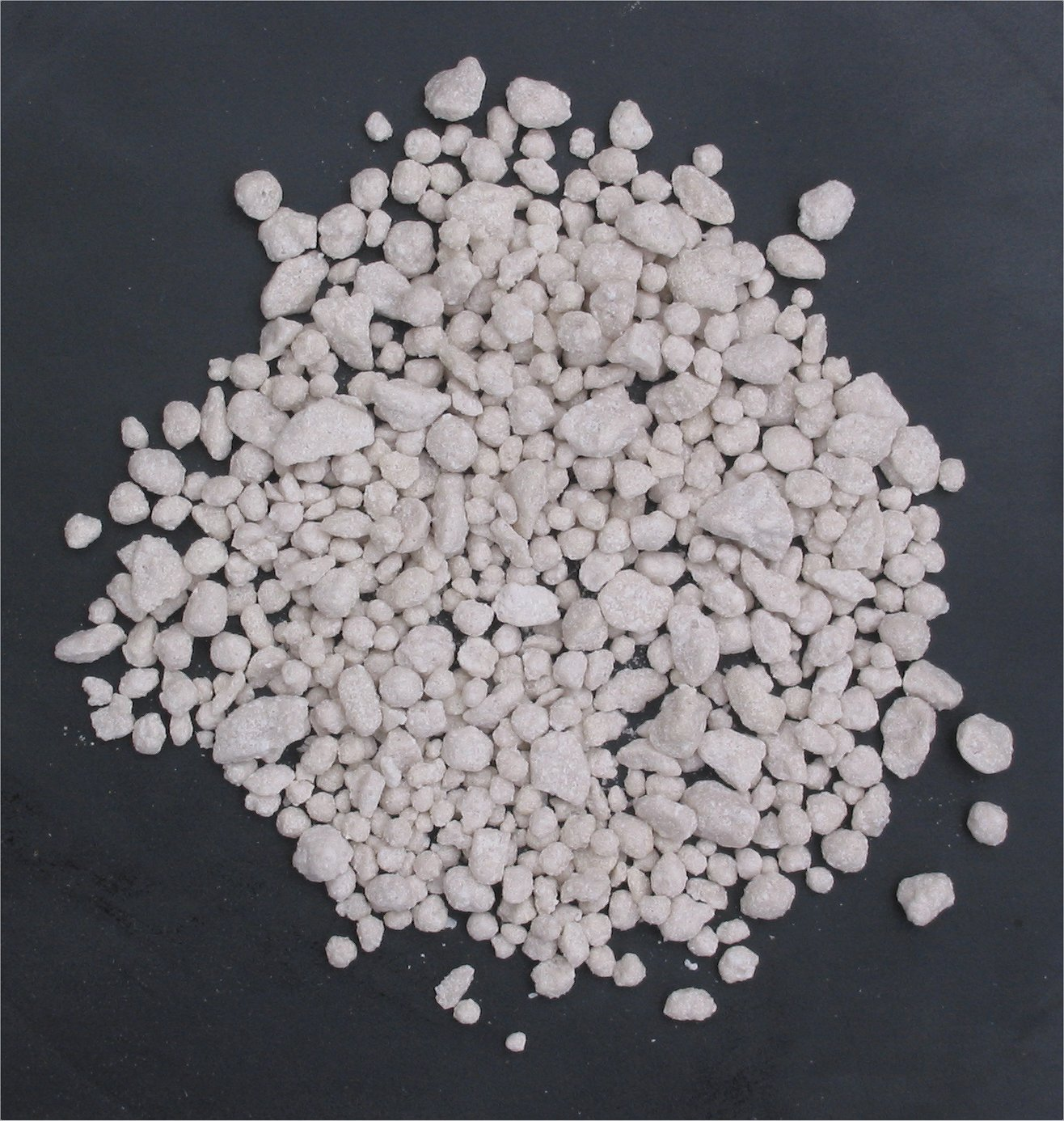
سماد كبريتات البوتاسيوم/كبريتات المغنيزيوم.